# Rune Frantsen
Rune Sjælland Frantsen (født 15. oktober 1991 i Svenstrup) er en dansk fodboldspiller, der spiller for AC Horsens som højre back.

## Klubkarriere
Det blev i januar 2018 offentliggjort, at Frantsen havde skrevet under på en kontrakt med AC Horsens. Kontrakten havde en varighed af fire år, hvormed parterne havde papir på hinanden frem til udgangen af 2021.